# Sosoniszki
Sosoniszki (biał. Сасанішкі, Sasaniszki; ros. Сасонишки, Sasoniszki) – chutor na Białorusi, w obwodzie grodzieńskim, w rejonie ostrowieckim, w sielsowiecie Worniany.
W źródłach występuje także pod nazwami Soseniszki, Sasoniszki i Sasaniszki

## Historia
Pod zaborami zaścianek, w II Rzeczypospolitej dwa zaścianki Sosoniszki I i II. W XIX i w początkach XX w. położone były w Rosji, w guberni wileńskiej, w powiecie wileńskim, w gminie Worniany. Po I wojnie światowej pod administracją polską, w Zarządzie Cywilnym Ziem Wschodnich, w okręgu wileńskim, w powiecie wileńskim. W latach 1920–1922 w składzie Litwy Środkowej.
Od 11 kwietnia 1922 leżały w Polsce, w województwie wileńskim, w powiecie wileńsko-trockim, do 1 kwietnia 1927 w gminie Worniany, następnie w gminie Michaliszki/Gierwiaty.
Po II wojnie światowej w granicach Związku Sowieckiego. Od 1991 w niepodległej Białorusi.